# Chrám Zesnutí Přesvaté Bohorodice (Koszalin)
Konkatedrální chrám Zesnutí Přesvaté Bohorodice v Koszalinu (též kostel Nanebevzetí Panny Marie) je moderní řeckokatolický chrám v polském Koszalinu v Západopomořanském vojvodství. Nachází se na adrese ul. Niepodległości 24-26.

## Historie
Jedná se o chrám postavený v moderním slohu v letech 1998–2006. Vysvěcen byl dne 24. června 2006.
V interiéru chrámu se nachází moderní ikonostas.
Řeckokatolická farnost v Koszalinu existuje od roku 1970. Patří do Vratislavsko-koszalinské eparchie. Od reorganizace administrativní struktury Přemyšlsko-varšavské metropolie se stala konkatedrálou vratislavsko-košalínské eparchie.